# Garvagh
Garvagh är en ort i Storbritannien.   Den ligger i riksdelen Nordirland, i den västra delen av landet, 600 km nordväst om huvudstaden London. Garvagh ligger 66 meter över havet och antalet invånare är 1 372.
Terrängen runt Garvagh är platt åt nordost, men åt sydväst är den kuperad. Runt Garvagh är det ganska tätbefolkat, med 58 invånare per kvadratkilometer. Närmaste större samhälle är Ballymoney, 13,9 km nordost om Garvagh. Trakten runt Garvagh består i huvudsak av gräsmarker.